# Herman Beysens
Herman Beysens (* 27. Mai 1950 in Essen (Belgien)) ist ein ehemaliger belgischer Radrennfahrer.

## Sportliche Laufbahn
Beysens war im Straßenradsport aktiv. 1971 war er auf einer Etappe der Belgien-Rundfahrt für Amateure erfolgreich. Ab August 1971 startete er als Berufsfahrer und blieb bis 1981 als Radprofi aktiv. Im Grand Prix de Fourmies 1971 wurde er Zweiter hinter Barry Hoban. 1972 wurde er hinter Victor Van Schil Zweiter in der Tour du Condroz. Er gewann einige Kriterien und Rundstreckenrennen in Belgien. 1977 siegte er im Rennen Driedaagse van West-Vlaanderen. Im Profirennen der Straßenradsport-Weltmeisterschaften 1977 schied er aus. 
Beysens bestritt alle Grand Tours.

## Grand-Tour-Platzierungen
| Grand Tour            | 1972 | 1973 | 1974 | 1975 | 1976 | 1977 | 1978 | 1979 | 1980 | 1981 |
| --------------------- | ---- | ---- | ---- | ---- | ---- | ---- | ---- | ---- | ---- | ---- |
| Vuelta a EspañaVuelta | –    | –    | –    | –    | –    | –    | –    | 16   | DNF  | –    |
| Giro d’ItaliaGiro     | –    | –    | –    | –    | –    | 65   | –    | –    | –    | –    |
| Tour de FranceTour    | 23   | –    | –    | DNF  | 62   | –    | 44   | DNF  | 78   | 79   |